# W sieci kłamstw
W sieci kłamstw – amerykański thriller z 2008 roku na podstawie powieści Davida Ignatiusa.

## Fabuła
Roger Ferris, były dziennikarz, zostaje zwerbowany przez CIA. Jego szef, Ed Hoffman, zleca mu odszukanie wysokiej rangi terrorysty powiązanego z Al-Ka’idą. Do pomocy ma wywiad Jordanii. Ale tak naprawdę nie wiadomo, komu może zaufać...

## Postacie
- Roger Ferris (Leonardo DiCaprio) – główny bohater filmu. Agent CIA, były dziennikarz. Ma odnaleźć terrorystę związanego z Al-Ka’idą.
- Ed Hoffman (Russell Crowe) – szef Ferrisa, komunikujący się z nim przez telefon. Obaj panowie niezbyt się lubią. Hoffman jest żonaty i ma dwójkę dzieci.
- Hani (Mark Strong) – szef jordańskiego wywiadu, współpracujący z Ferrisem i również chcący odnaleźć tego terrorystę. Jest żonaty i ma trójkę dzieci. Ferris nie ma do niego zaufania i podejrzewa go o współpracę z Al-Ka’idą.
- Aisha (Golshifteh Farahani) – jordańska pielęgniarka, w której zakochał się Ferris.
- Bassam (Oscar Isaac) – kolega Ferrisa z agencji. Jest żonaty, ma córkę.
- Omar Sadiki (Ali Suliman) – człowiek Haniego.
- Al-Saleem (Alon Abutbul) – groźny arabski terrorysta, główny podejrzany.
- Skip (Vince Colosimo) – agent Haniego.
- Garland (Simon McBurney) – człowiek CIA, geniusz komputerowy. Mieszka odcięty od świata, w głębi lasu z psem i papugą. Z CIA komunikuje się za pomocą komputera, ale Ferris odwiedza go w filmie osobiście.
- Nizar (Mehdi Nebbou) – zaufany człowiek Haniego.
- Holiday (Michael Gaston) – lingwista, zna pięć języków. Tzw. „męczennik”, czyli człowiek, „który wiedział za dużo”. Jest zagrożony ze strony Al-Ka’idy.
- Mustafa Karami (Kais Nashef) – człowiek Al-Ka’idy schwytany przez ludzi Haniego i zmuszony przez niego do współpracy.
- Marwan (Jamil Khoury) – oficer, zaufany człowiek Haniego.
- Cala (Lubna Azabal) – siostra Aishy, ma dwóch synów, z którymi zaprzyjaźnia się Ferris.